# Tiphia fossata
Tiphia fossata (лат.) — вид ос рода Tiphia из семейства Tiphiidae (Hymenoptera). Корея (Keikido, Chosen).

## Описание
Жалящие перепончатокрылые. Длина тела около 15 мм. Основная окраска тела чёрная. Этот вид может быть распознан по следующей комбинации признаков: первый брюшной сернит S1 с глубокой медиальной ямкой; тергиты T3—T5 с прямыми длинными белыми волосками. Передний киль переднеспинки полный и сильный; первый тергит спереди без поперечного киля. Усики самок 12-члениковые. Мезоскутум с передней медиальной бороздкой и нотаулусом. Личинки предположительно, как и близкие виды, паразитируют на пластинчатоусых жуках (Scarabaeidae). Вид был впервые описан в 1930 году американским энтомологом Гарри Виллисом Алленом (1892—1981) и Jaynes H. A., а его валидный статус подтверждён в ходе ревизии, проведённой в 2021 году китайскими энтомологами Qian Han, Bin Chen и Ting-Jing Li (Chongqing Normal University, Чунцин, Китай). Включён в состав подрода Jaynesia.